# Mănăstirea franciscană din Seghedin
Mănăstirea franciscană din Seghedin este o mănăstire a Ordinului Franciscan din perioada Renașterii, veche de 500 de ani. Este a doua mănăstire din Ungaria după durata locuirii neîntrerupte până în prezent, după Abația Pannonhalma.